# Robin Canup
Robin M. Canup (20 novembre 1968) è un'astrofisica statunitense.
La sua principale area di ricerca riguarda l'origine dei pianeti e dei satelliti.  Nel 2003, Canup ha ricevuto il premio Harold C. Urey.  Nell'aprile 2022, Canup ha presentato i risultati del Planetary Science Decadal Survey come co-presidentessa del Survey Steering Committee con Philip R. Christensen.

## Biografia
Ha conseguito la laurea presso la Duke University e il dottorato di ricerca presso l'Università del Colorado a Boulder
Canup è nota per le sue ricerche basate sull'ipotesi dell'impatto gigante,  utilizzando modelli intensivi per simulare il modo in cui si svolgono le collisioni planetarie.  Nel 2012, Canup pubblicò per la prima volta un perfezionamento dell'ipotesi dell'impatto gigante, sostenendo che la Luna e la Terra si formarono in una serie di fasi iniziate con una massiccia collisione di due corpi planetari, ciascuno più grande di Marte, che poi si è nuovamente scontrato per formare quella che oggi chiamiamo Terra.  Dopo la ri-collisione, la Terra fu circondata da un disco di materiale, che si combinò per formare la Luna.
Ha scritto un libro sull'origine della Terra e della Luna.
Canup ha anche pubblicato una ricerca che descrive l'origine di un impatto gigante per Plutone e Caronte.
Canup è un'abile ballerina e ha ballato il ruolo principale in Coppélia nel Boulder Ballet una settimana dopo aver terminato la sua tesi.

## Opere selezionate
- Origin of the Earth and Moon. Robin M. Canup, Kevin Righter (eds.) (2nd ed.), Houston, University of Arizona Press, 2000 ISBN 978-0-8165-2073-2
- National Research Council (various), Defending Planet Earth: Near-Earth Object Surveys and Hazard Mitigation Strategies, National Academies Press, 2010 ISBN 9780309149686